# Jakim Donaldson
Pour les articles homonymes, voir Donaldson.
Jakim Donaldson, né le 3 septembre 1983 à Pittsburgh en Pennsylvanie, est un joueur américain de basket-ball.